# Nd:YAG-Laser
Ein Nd:YAG-Laser (kurz für Neodym-dotierter Yttrium-Aluminium-Granat-Laser; sprich: Neodym-YAG-Laser) ist ein Festkörperlaser, der als aktives Medium einen Neodym-dotierten YAG-Kristall verwendet und meist infrarote Strahlung mit der Wellenlänge 1064 nm emittiert. Weitere Übergänge existieren bei 946 nm, 1320 nm und 1444 nm.

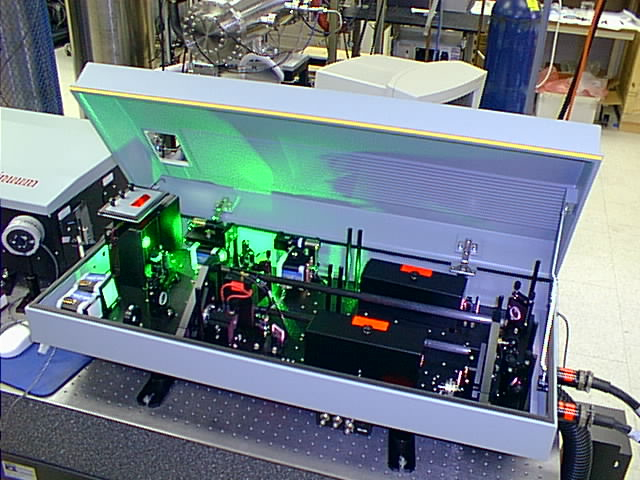
Geöffneter Nd:YAG-Laser mit Frequenzverdopplung (grünes Leuchten), Güteschalter, Wasserkühlung, lampengepumpt. Stromversorgung nicht dargestellt

Er wurde 1964 in den Bell Laboratories von LeGrand Van Uitert und Joseph E. Geusic entwickelt (Patent 1966).

## Vor- und Nachteile

Diagramm zum Energieniveau

Ein Vorteil gegenüber dem ebenfalls häufig eingesetzten CO2-Laser besteht darin, dass sich der Laserstrahl aufgrund seiner geringeren Wellenlänge durch ein Glasfaserkabel leiten lässt.
Die Strahlung dieser Laser oder deren Streustrahlung ist bei Leistungen ab Laserklasse 3R gefährlich für das Auge und die Haut. Im Auge schädigt sie weniger die Linse, sondern mehr die Netzhaut. Die Schädigung wird vom Geschädigten nicht oder erst später (Haut) bemerkt, da die Strahlung weit in menschliches Gewebe eindringt und keine thermischen oder optischen Reizreaktionen hervorruft.
Es ist mit diesem Laser möglich, hohe Leistungen (bis zu 10 kW in Serienlasern) zu erreichen. Es ist sowohl kontinuierlicher (CW, für engl. continuous wave), als auch ein gepulster Betrieb möglich. Pulsbetrieb wird entweder durch gepulstes Pumpen (Blitzlampen), Güteschaltung oder Modenkopplung erzielt. Mit Güteschaltung werden Spitzenleistungen von einigen hundert Megawatt erreicht. Die Anregung der Neodym-Ionen erfolgt entweder mit Gasentladungslampen (Blitz- bzw. Bogenlampen mit Xenon- oder Krypton-Füllung) oder mit Laserdioden bei einer Wellenlänge von 808 nm. Die mittlere Lebensdauer der angeregten Elektronen der Neodym-Ionen beträgt um 230 µs. Aufgrund dieser relativ langen Zeit ist es möglich, Energie im Kristall zu speichern, die dann in einem kurzen Puls (10 bis 100 ns) abgerufen werden kann (Güteschaltung).
Bei lampengepumpten Systemen liegt der Wirkungsgrad bei ca. 3 bis 5 Prozent, da nur ein kleiner Teil des Strahlungsspektrums innerhalb der Pumpniveaus liegt. Beispielsweise erfordert ein Laser mit 3 kW optischer Leistung ca. 60 kW Eingangsleistung, davon müssen 57 kW als Wärme abgeführt werden. Durch Anregung mit Diodenlasern (Wellenlänge 808 nm) lassen sich Pumpeffizienz und Strahlqualität wesentlich steigern und die Gesamteffizienz steigt auf ca. 25 bis 50 %, wobei in diesem Fall die physikalisch mögliche optische Effizienz bei maximal 76 % liegt. Damit liegt die maximal mögliche Effizienz z. B. unter der von Yb:YAG-Lasern mit einer Maximaleffizienz von etwa 89 %.

## Anwendungen

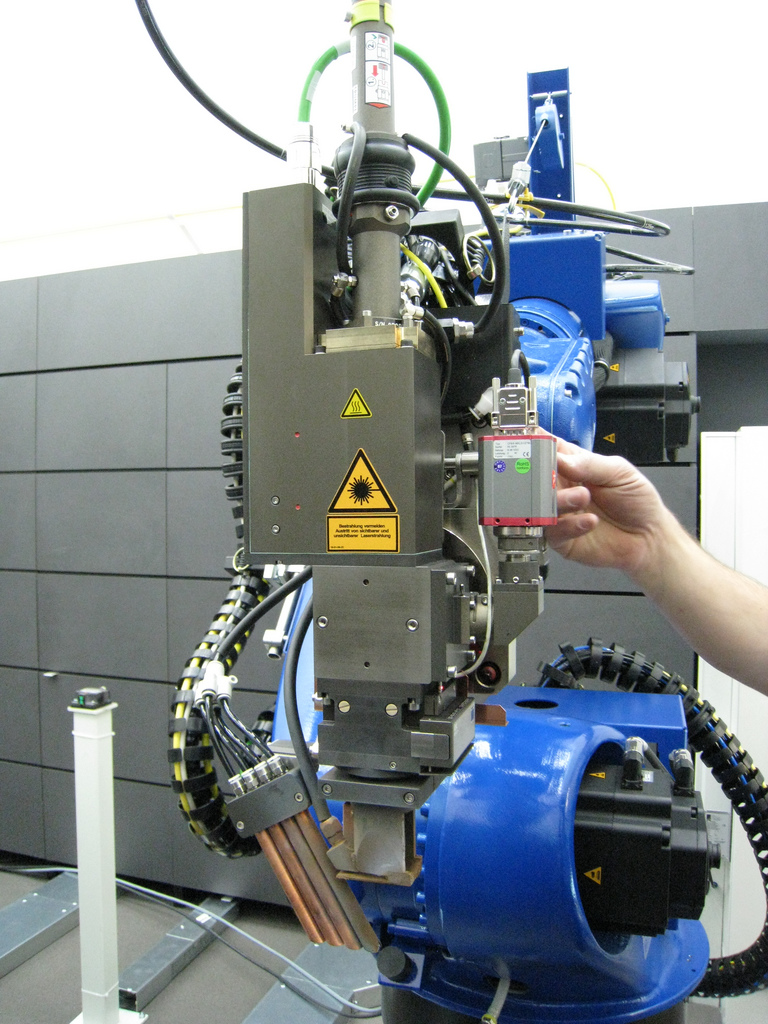
Nd:YAG-Laser zur Metallbearbeitung

### Bohren, schweißen, schneiden
Ursprünglich waren Nd:YAG-Laser nur für Mikrobohrungen, zum Präzisionsschneiden dünner Bleche und zum Schweißen einzelner Punktverbindungen im Einsatz. Inzwischen hat sich aufgrund der gestiegenen Effizienz und Strahlqualität bei hohen Leistungen auch das Schneiden dickerer Bleche sowie das Schweißen als Konkurrenz zum weiterhin häufig eingesetzten Kohlendioxid-Laser durchgesetzt. Hier kommt zum Tragen, dass der Strahl in eine Glasfaser eingekoppelt werden kann und so auch einfach Schweißroboter ausgestattet werden können. Diese tragen dann eine 1D-, 2D- oder 3D-Optik.

### Werkstoffprüfung
Eine weitere Anwendung der Nd:YAG-Laser ist die zerstörungsfreie akustische Werkstoffprüfung mit Ultraschall an heißen oder bewegten Teilen. Hier wird mit Hilfe des photoakustischen Effekts Ultraschall erzeugt. Die schockartige Erwärmung durch einen Laserlichtimpuls führt zu thermoelastischen Effekten, die ein breites Spektrum von Ultraschallwellen anregen.
Zunehmende Bedeutung gewinnt der Nd:YAG Laser in der Raman-Spektroskopie.

### Markieren/Kennzeichnen
Im gütegeschalteten Betrieb eignet sich der Nd:YAG-Laser aufgrund seiner hohen Spitzenleistung zum Kennzeichnen sehr vieler Materialien. Oft wird er hierzu mit einem Spiegelscanner geführt. Die dauerhafte Lasergravur von Werkzeugen, Bauteilen und Geräten hat im Zuge der Qualitätssicherung und Rückverfolgbarkeit der Erzeugnisse an Bedeutung gewonnen. Kunststoffe können spezielle Pigmente enthalten, die beim Lasermarkieren einen gut sichtbaren Farbumschlag bewirken (z. B. Computertastaturen).
Eine spezielle Markieranwendung ist die Glasinnengravur. Mit einem diodengepumpten Nd:YAG-Laser, sowohl in den Wellenlängen 1064 nm als auch – durch Frequenzverdopplung – 532 nm, lassen sich im gepulsten Betrieb bei einer durchschnittlichen Ausgangsleistung von ca. 1…2 Watt zweidimensionale wie auch dreidimensionale Strukturen im Inneren von transparenten Materialien (z. B. Glas) erzeugen. Da Glas für die Laserwellenlänge transparent ist, kann ausschließlich mit gütegeschalteten Lasern gearbeitet werden – die Impulsleistung wird dadurch derart hoch, dass die Zerstörschwelle des Glases im Fokuspunkt überschritten werden kann.
Daneben gewinnt der Nd:YAG-Laser zunehmend auch in der Elektrotechnik an Bedeutung. Bei dem noch relativ jungen MID-Verfahren, bei dem ein spritzgegossenes, dreidimensionales Kunststoffteil gleichzeitig auch elektronischer Schaltungsträger ist – Leiterplatten werden bei dieser Technologie überflüssig –, wird der Laser zur Leiterbahnaktivierung sowie auch bei der ablativen Kupferstrukturierung eingesetzt.

### Medizin

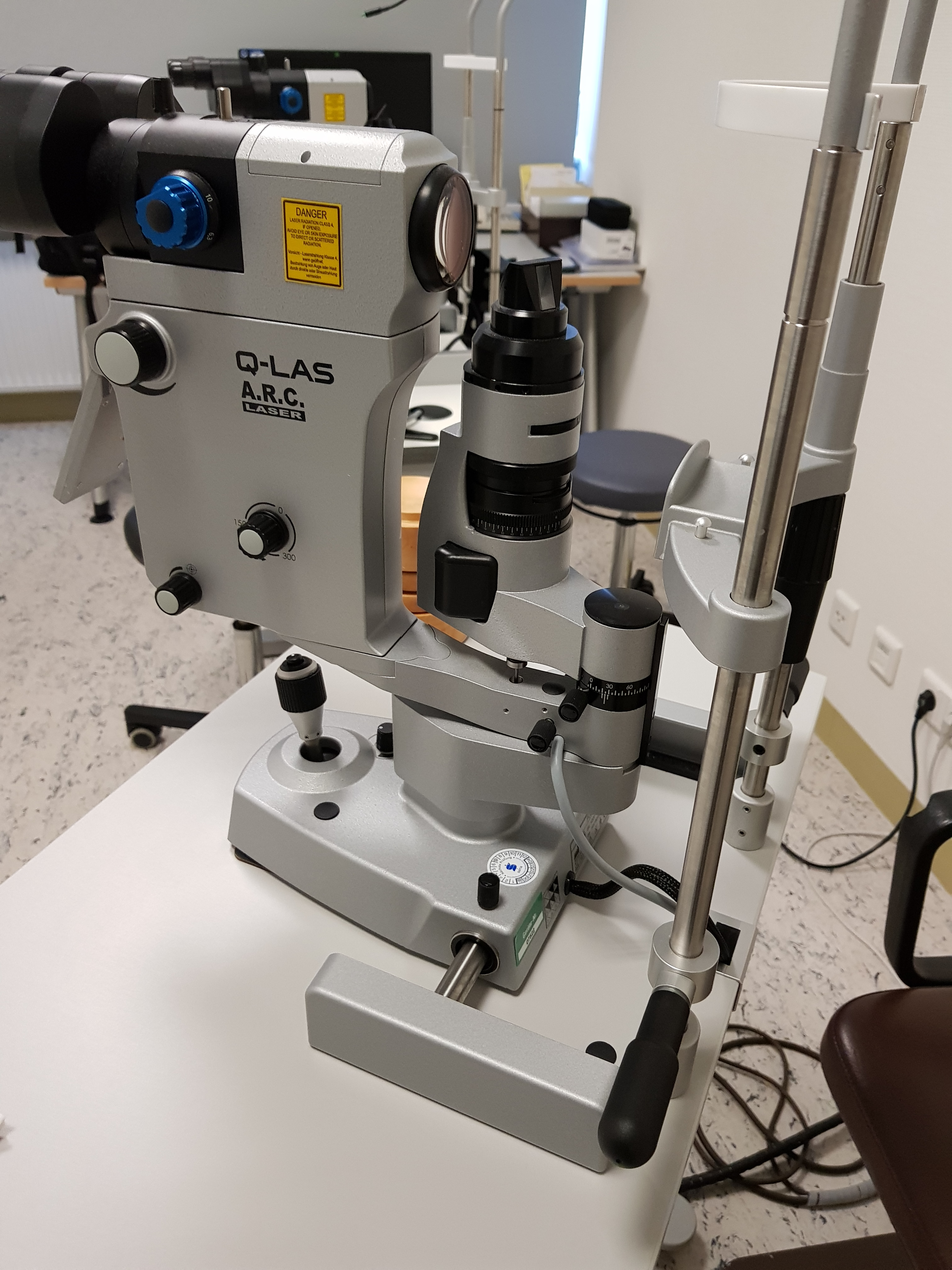
YAG-Laser zur Augenbehandlung (Iridotomie)

Auch in der Medizin werden Nd:YAG-Laser bei der Behandlung von Hämangiomen (Blutschwämme) eingesetzt, da ihre Wellenlänge vom roten Hämangiomgewebe gut absorbiert wird und nur schlecht vom Wasser, das ein wesentlicher Bestandteil der umliegenden Gewebe ist.
In der Augenheilkunde findet er Anwendung, um im Rahmen einer Glaukomerkrankung die Regenbogenhaut zu perforieren (Iridotomie), zur Entfernung eines Nachstars (YAG-Laser-Kapsulotomie) nach einer Katarakt-Operation oder von Glaskörpertrübungen (Laser-Vitreolyse). Mittels Frequenzverdopplung kann er einen Argonlaser ersetzen und zur Therapie von Netzhauterkrankungen oder zur Verbesserung des Wasserabflusses beim Glaukom (Lasertrabekuloplastik) eingesetzt werden.
Der Nd:YAG-Laser wird in der Metastasenchirurgie, z. B. bei der Resektion von Lungenmetastasen, verwendet. Weiter verbreitet in der Medizin und Zahnheilkunde sind jedoch Er:YAG-Laser – diese arbeiten bei der durch wasserhaltiges Gewebe stark absorbierten Wellenlänge von 2,8 µm und können im gütegeschalteten Betrieb zum Gewebeabtrag verwendet werden, ohne dass benachbartes Gewebe thermisch geschädigt wird.
Des Weiteren wird der Nd:YAG Laser für die Zertrümmerung von Nierensteinen verwendet. Für diese medizinische Laseranwendung hat sich seit Mitte der 1990er Jahre auch der Holmium-Laser (siehe unten) etabliert.

### Weitere Anwendungen
Auch in der Forschung wird der Nd:YAG-Laser häufig eingesetzt. Er kann gut frequenzverdoppelt werden (es entsteht die gut sichtbare Wellenlänge 532 nm) und kann bei Laserprojektoren und zu Show-Zwecken teilweise als Ersatz für den Argon-Ionen-Laser dienen. Auch grüne Laserpointer sind häufig frequenzverdoppelte Nd:YAG-Laser. Die Frequenzverdoppelung (532 nm) oder -verdreifachung (355 nm) durch nichtlineare Kristalle im Anschluss an den Laserresonator ist eine effiziente Methode, Laserstrahlung kürzerer Wellenlängen zu erzeugen, wodurch sich vielfältige Anwendungen ergeben, bei denen die Absorption der ursprünglichen Wellenlänge von 1064 nm nicht gegeben ist.
In der optischen Strömungsmesstechnik haben sich aufgrund ihrer hohen Leistungsausbeute und der sehr guten Strahlqualität blitzlampen- oder diodengepumpte, gepulste, frequenzverdoppelte Nd:YAG-Laser bei der sogenannten Particle Image Velocimetry durchgesetzt.
Darüber hinaus kommen Nd:YAG-Laser bei der Entfernung von Tätowierungen zum Einsatz.
Militärisch werden u. a. Nd:YAG-Laser – sogenannte „Dazzler“ – als Blendwaffe eingesetzt.
Der Leopard-2-Kampfpanzer und der Flugabwehrkanonenpanzer Gepard verwendet den Nd:YAG für elektrooptische Entfernungsmessung.

## Funktionsweise
Durch das Zuführen von Energie/Licht werden die Elektronen innerhalb eines Atoms auf verschiedene Energieniveaus angeregt. Der Übergang auf ein niedrigeres Energieniveau wird durch das Aussenden von Licht charakterisiert (Bsp.: Infrarotlicht mit einer Wellenlänge von 1064 nm). Wird Licht auf den Nd:YAG-Kristall gesendet, spricht man vom Pumpen. Dabei werden die Neodym-Atome angeregt. Das verwendete Licht stammt aus einer Gasentladungsröhre oder einem Diodenlaser.

## Andere Dotanden
Yttrium-Aluminium-Granat kann für Laserzwecke auch mit zahlreichen anderen Ionen dotiert werden, z. B. findet Ytterbium im Yb:YAG-Laser Verwendung, wobei der Vorteil die höhere maximale Dotierung ist und damit eine höhere Energiedichte und kleinere Scheibendicke. Die Wellenlänge, mit der Yb:YAG-Laser emittieren, beträgt 1030 nm.
Weit verbreitet ist auch der Holmium-Laser, der vollständig als Chrom-Thulium-Holmium-YAG-Laser bezeichnet werden muss. Das Laser-Ion ist das dreiwertige Holmium-Ion, während Chrom und Thulium der Absorption und des Transfers der Blitzlampenanregung zu den Holmium-Ionen dienen. Die Emissionswellenlänge des Holmium-Lasers beträgt 2123 nm.
Der Nd:Cr:YAG-Laser oder Nd/Cr:YAG-Laser ist zusätzlich mit Chrom dotiert, um die Strahlung für seine Anregung in einem breiteren Wellenlängenbereich absorbieren zu können. Dadurch ist er gut für solargepumpte Laser geeignet. Dabei werden nur optische Konzentratoren (z. B. Hohlspiegel) verwendet, und man kann ganz auf den Umweg über die Photovoltaik verzichten.